# Uniwersytet Leśniczy
Uniwersytet Leśniczy (bułg.: Лесотехнически университет) – państwowa instytucja szkolnictwa wyższego z siedzibą w Sofii, w Bułgarii. 
28 stycznia 1925 rada naukowa Uniwersytetu w Sofii podjęła decyzję o utworzeniu Wydziału Hodowli Lasu na Wydziale Agronomii Uniwersytetu w celu zapewnienie szkoleń w dziedzinie hodowli lasu specjalistom agronomii. Dekretem prezydium Zgromadzenia Narodowego z dnia 12 stycznia 1953 roku powstały trzy niezależne wyższe uczelnie: Wyższy Instytut Leśnictwa, Wyższy Instytut Medycyny Weterynaryjnej i Akademia Rolnicza im. G. Dimitrowa. W Wyższym Instytucie Leśnictwa ustanowiono pięć głównych kursów: leśnictwo, projektowanie krajobrazu miejskiego, mechaniczna technologia drewna, chemiczna technologia drewna, użytkowanie i inżynieria leśna. Uczelnia otrzymała własny budynek w dzielnicy Darwenitsa, który nadal jest główną siedzibą uniwersytetu.
Uniwersytet Leśniczy realizuje politykę państwa w zakresie rozwoju szkolnictwa wyższego i nauki w Republice Bułgarii poprzez połączenie zarządzania i zapewnienia technologicznego wykorzystania zasobów naturalnych, produktów i usług. Uczelnia jest uznanym w kraju centrum edukacyjnym i naukowym, które zapewnia wysoko wykwalifikowanych specjalistów z wyższym wykształceniem, a także centrum rozwijania działalności naukowej i badawczej w dziedzinie leśnictwa, inżynierii ogólnej, nauk o ziemi, medycyny weterynaryjnej, hodowli roślin, ochrony roślin, turystyki, administracji i zarządzania. Dzięki wykształconej kadrze akademickiej uznanych w kraju i na całym świecie wykładowców i naukowców, uniwersytet zapewnia profesjonalną kadrę naukową w strategicznych sektorach: leśnictwa, przemysłu drzewnego i meblarskiego, projektowania technicznego, ekologii i ochrony środowiska, architektury krajobrazu, rolnictwa, medycyny weterynaryjnej, turystyki itp.
Misją uczelni jest tworzenie, rozpowszechnianie i wykorzystywanie wiedzy i umiejętności na rzecz społeczeństwa. Uniwersytet Leśniczy dąży do kształcenia i rozwijania środowiska akademickiego, które kształtuje osoby odpowiedzialne społecznie o kreatywnych możliwościach rozwoju i przyjmujących europejskie wartości i standardy w celu przyczynianie się do dobrobytu Bułgarii oraz rozwoju Unii Europejskiej w kierunku „gospodarki opartej na wiedzy”.

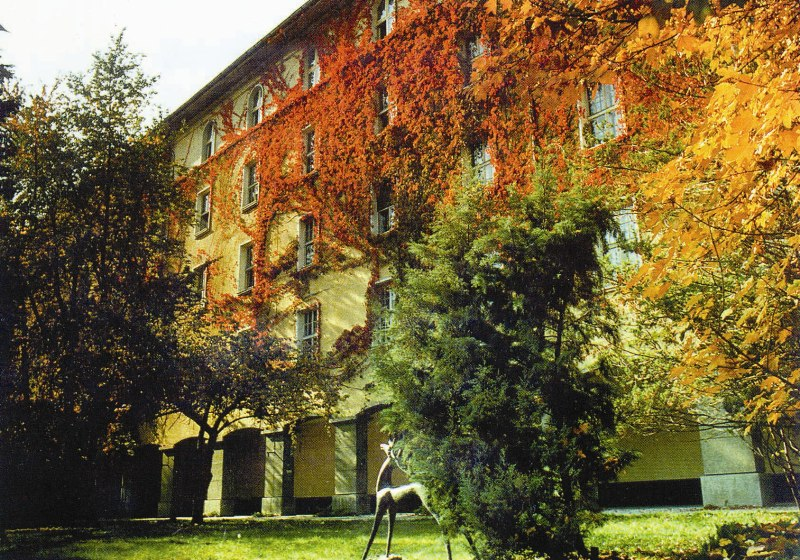
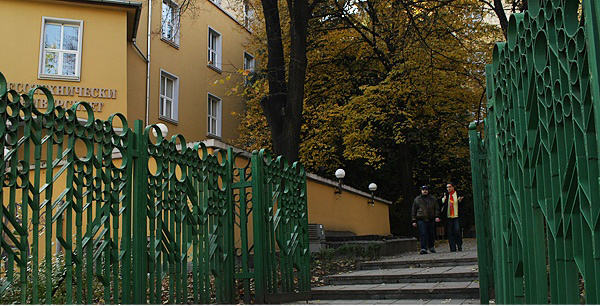
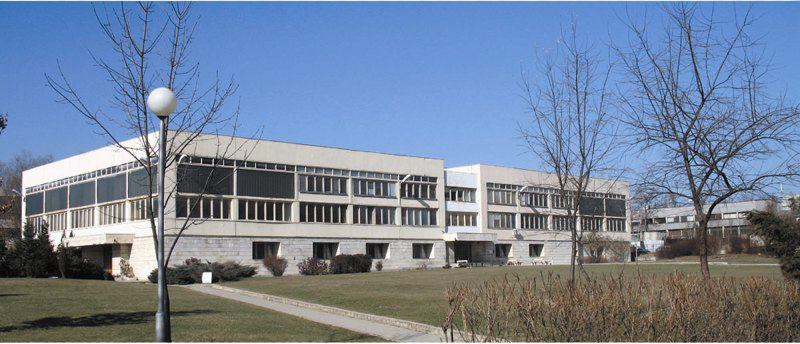